# Fahed Attal
Fahed Attal  (en árabe: فهد عتال; nacido el 1 de enero de 1985 in Kalkilia) es un exfutbolista palestino que jugó de delantero principalmente en el Shabab Al-Khaleel de la primera división palestina y en la selección de fútbol de Palestina, con la que participó en 37 partidos y marcó 14 goles, convirtiéndose así en su máximo goleador histórico (empatado con Ashraf Nu'man). En el Shabab Al-Khaleel usaba el número 11.

## Goles internacionales
| #   | Fecha                 | Lugar           | Oponente  | Resultado | Resultado total | Competición                              |
| --- | --------------------- | --------------- | --------- | --------- | --------------- | ---------------------------------------- |
| 1.  | 16 de febrero de 2006 | Manama, Bahrain | Baréin    | 2–0       | 2–0             | amistoso                                 |
| 2.  | 18 de febrero de 2006 | Manama, Bahrain | Pakistán  | 1–0       | 1–0             | amistoso                                 |
| 3.  | 18 de febrero de 2006 | Manama, Bahrain | Pakistán  | 2–0       | 2–0             | amistoso                                 |
| 4.  | 1 de marzo de 2006    | Amán, Jordania  | Singapur  | 1–0       | 1–0             | Clasificación para la Copa Asiática 2007 |
| 5.  | 1 de abril de 2006    | Daca, Bangladés | Guam      | 2–0       | 11–0            | Copa Desafío de la AFC 2006              |
| 6.  | 1 de abril de 2006    | Daca, Bangladés | Guam      | 3–0       | 11–0            | Copa Desafío de la AFC 2006              |
| 7.  | 1 de abril de 2006    | Daca, Bangladés | Guam      | 5–0       | 11-0            | Copa Desafío de la AFC 2006              |
| 8.  | 1 de abril de 2006    | Daca, Bangladés | Guam      | 6–0       | 11–0            | Copa Desafío de la AFC 2006              |
| 9.  | 1 de abril de 2006    | Daca, Bangladés | Guam      | 8–0       | 11–0            | Copa Desafío de la AFC 2006              |
| 10. | 1 de abril de 2006    | Daca, Bangladés | Guam      | 11–0      | 11–0            | Copa Desafío de la AFC 2006              |
| 11. | 3 de abril de 2006    | Daca, Bangladés | Camboya   | 3–0       | 4–0             | Copa Desafío de la AFC 2006              |
| 12. | 5 de abril de 2006    | Daca, Bangladés | Bangladés | 1–0       | 1–1             | Copa Desafío de la AFC 2006              |
| 13. | 8 de marzo de 2012    | Katmandú, Nepal | Nepal     | 2–0       | 2–0             | Copa Desafío de la AFC 2012              |
| 14. | 19 de marzo de 2012   | Katmandú, Nepal | Filipinas | 3–4       | 3–4             | Copa Desafío de la AFC 2012              |

## Palmarés

### Club
Al-Wehdat
- Liga Premier de Jordania: campeón: 2010–11
- Copa de Jordania: campeón: 2010–11
- Copa FA Shield de Jordania: campeón: 2010
- Supercopa de Jordania: campeón: 2011

### Individual
- Copa Desafío de la AFC - Botín de oro: 2006